# Saltklintar
Saltklintar (Phalacrachena) är ett släkte av korgblommiga växter. Saltklintar ingår i familjen korgblommiga växter.
Kladogram enligt Catalogue of Life:
| Saltklintar | \| \| Phalacrachena calva \| \| \| \| \| \| saltklint \| \| \| \| |
|             | \| \| Phalacrachena calva \| \| \| \| \| \| saltklint \| \| \| \| |
|             | Phalacrachena calva                                               |
|             |                                                                   |
|             | saltklint                                                         |
|             |                                                                   |